# Ranunculus lyallii
Ranunculus lyallii là một loài thực vật có hoa trong họ Mao lương. Loài này được (A. Gray) Rydb. miêu tả khoa học đầu tiên năm 1900.

## Hình ảnh

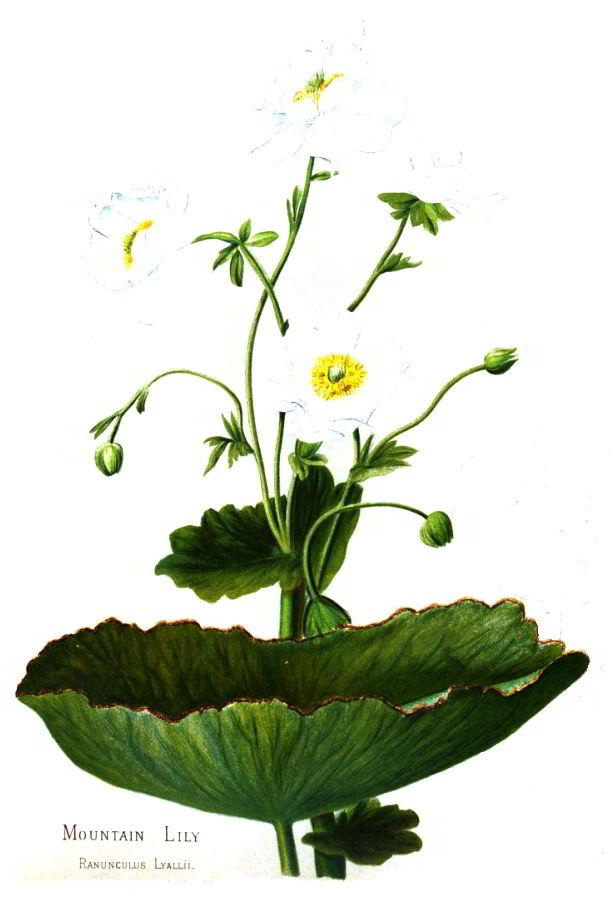
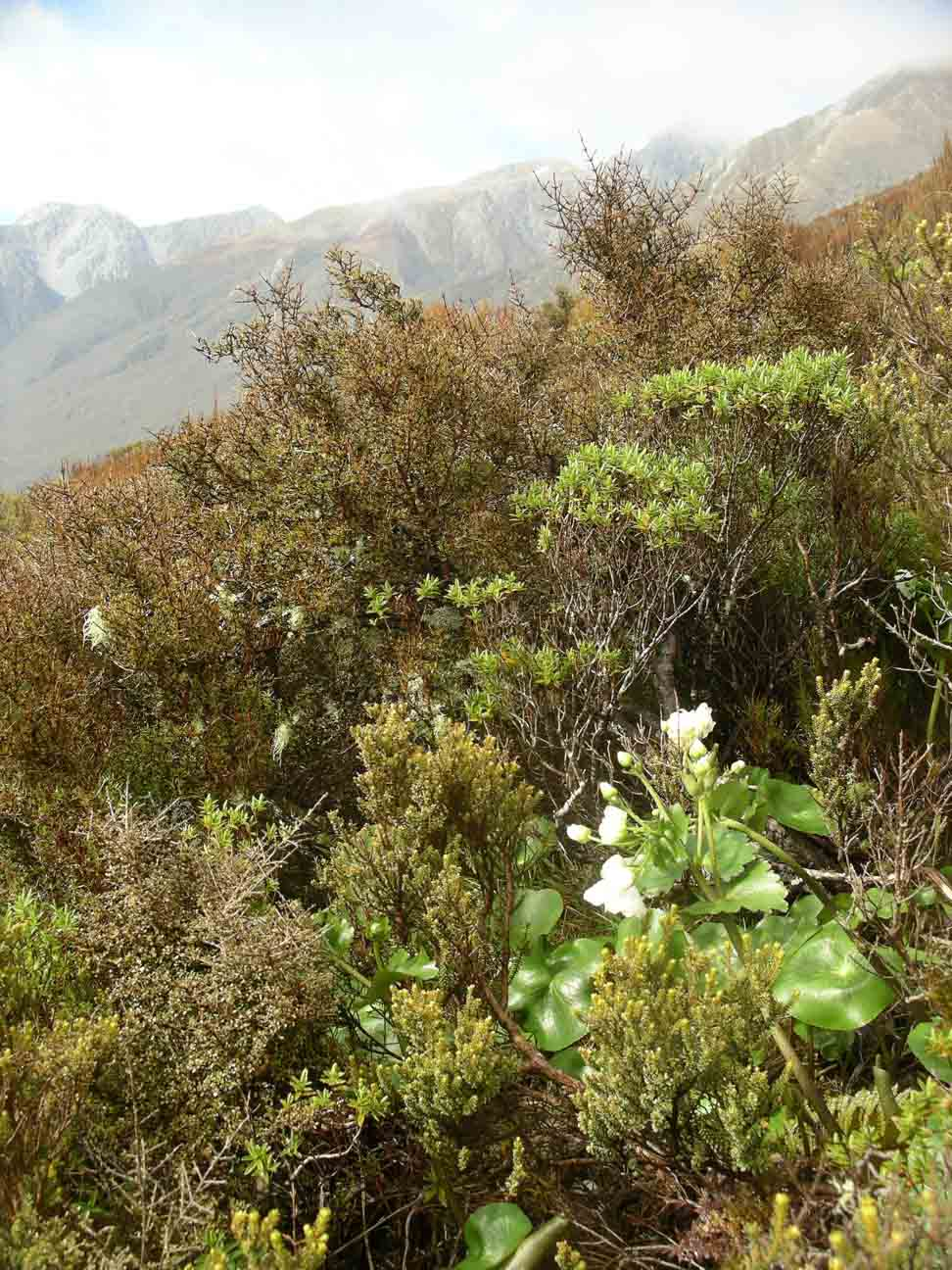
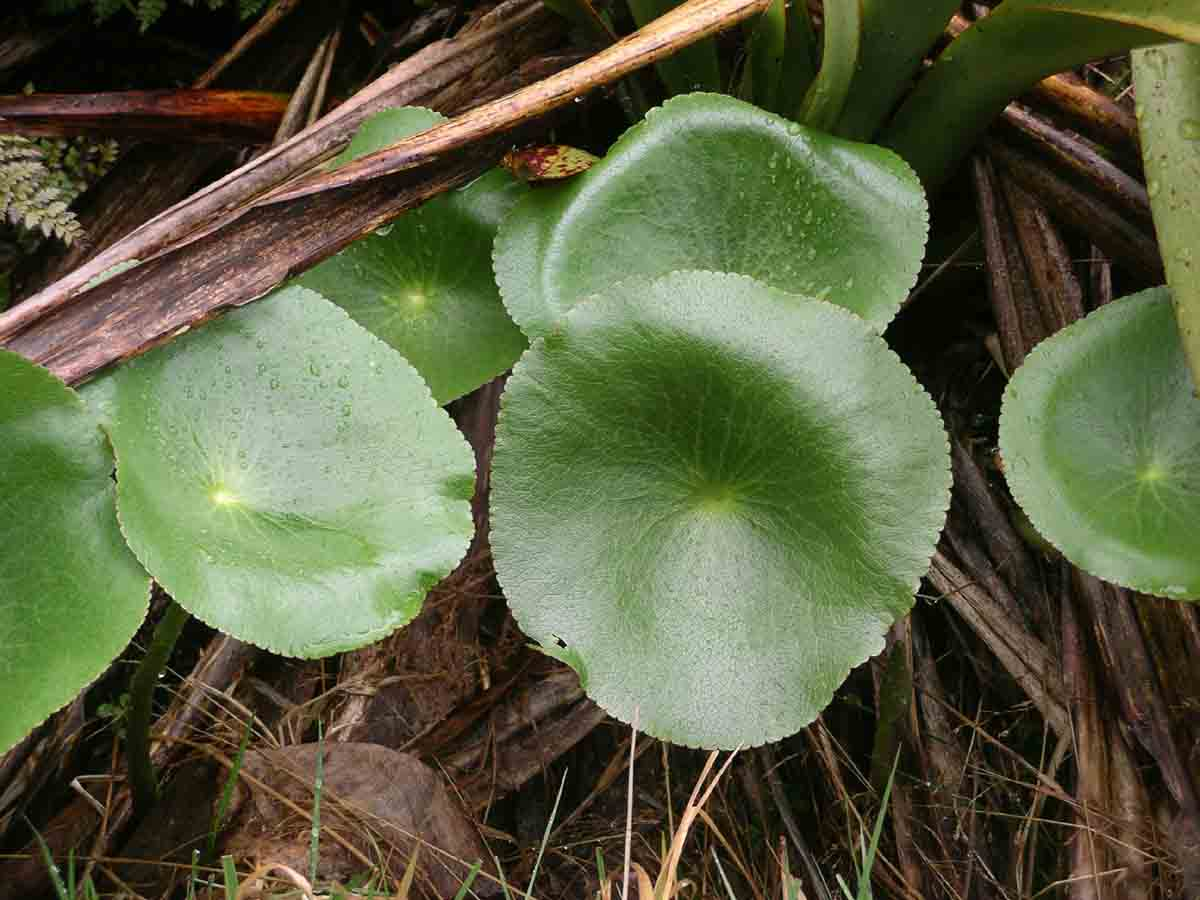